# Теорема про середнє значення

Для будь-якої функції неперервної на [a, b] і диференціованої на (a, b) існує точка c у проміжку (a, b) така, що січна, що поєднує кінцеві точки проміжку [a, b] є паралельною до дотичної в c

Теоре́ма (формула) Лагра́нжа про скінче́нні при́рости. Доведена французьким математиком і механіком Жозефом Луї Лагранжем.

## Формулювання теореми
Якщо функція {\displaystyle f} неперервна на проміжку {\displaystyle [a,b]}, диференційовна в  {\displaystyle (a,b)}, то знайдеться принаймні одна точка  {\displaystyle c\in [a,b]} така, що має місце формула:
{\displaystyle f'(c)={\frac {f(b)-f(a)}{b-a}}}.
Ця формула і називається формулою Лагранжа, або формулою про скінченні прирости.

## Доведення
Розглянемо на проміжку {\displaystyle [a,b]} наступну допоміжну функцію:
{\displaystyle F(x)=\!f(x)-\!f(a)-{\frac {f(b)-f(a)}{b-a}}(x-a)\qquad \qquad (1)}.
Перевіримо, що для функції {\displaystyle F(x)} виконані всі умови теореми Ролля. І справді, {\displaystyle \!F(x)} неперервна на проміжку {\displaystyle [a,b]} (як різниця функції {\displaystyle \!f(x)} та лінійної функції) та в усіх внутрішніх точках проміжку {\displaystyle [a,b]} має похідну:
{\displaystyle F'(x)=\!f'(x)-{\frac {f(b)-f(a)}{b-a}}}.
З формули (1) очевидно, що {\displaystyle F(a)=\!F(b)=0}.
Згідно з теоремою Ролля на проміжку {\displaystyle (a,b)} знайдеться точка {\displaystyle c} така, що
{\displaystyle F'(c)=\!f'(c)-{\frac {f(b)-f(a)}{b-a}}=0\qquad \qquad (2)}
З рівності (2) витікає формула Лагранжа. Слід відзначити, що не обов'язково вважати, що {\displaystyle b>a}.

### Зауваження
У цьому випадку формулу Лагранжа отримано як наслідок з теореми Ролля. Проте, теорема Ролля сама є частковим випадком теореми Лагранжа.

### Інша форма запису
Іноді буває зручно записати формулу Лагранжа у вигляді, дещо відмінному від початкового. Нехай {\displaystyle f(x)} відповідає всім умовам теореми Ролля. Зафіксуємо будь-яке  {\displaystyle \!x_{0}} з проміжку {\displaystyle [a,b]} та надамо йому довільний приріст {\displaystyle \Delta \ \!x}, але такий, щоб значення {\displaystyle x_{0}+\Delta \ \!x} також належало до проміжку {\displaystyle [a,b]}. Тоді для проміжку {\displaystyle \![x_{0},\!x_{0}+\Delta \ \!x]}, будемо мати:
{\displaystyle f(x_{0}+\Delta \ \!x)-f(x_{0})=\Delta \ \!x\cdot f'(c)\qquad \qquad (3)},
де {\displaystyle c} — деяка точка, що лежить між {\displaystyle x_{0}} та {\displaystyle x_{0}+\Delta \ \!x}. Можна стверджувати, що знайдеться таке (залежне від {\displaystyle \Delta \ \!x}) число {\displaystyle \theta \ } з інтервалу {\displaystyle 0<\theta \ <1}, що {\displaystyle c=x_{0}+\theta \ \Delta \ \!x}. Таким чином, формулу (3) можна переписати як
{\displaystyle f(x_{0}+\Delta \ \!x)-f(x_{0})=\Delta \ \!x\cdot f'(x_{0}+\theta \ \Delta \ \!x)\qquad \qquad (4)},
де {\displaystyle \theta \ } — деяке число з інтервалу {\displaystyle 0<\theta \ <1}. Формула Лагранжа у вигляді (4) дає точний вираз для приросту функції через викликавший його довільний скінченний приріст {\displaystyle \Delta \ \!x} аргумента. Цей вигляд формули Лагранжа виправдовує термін «формула скінченних приростів».

## Геометрична інтерпретація
Щоб визначити геометричний зміст теореми Лагранжа відзначимо, що {\displaystyle {\frac {f(b)-f(a)}{b-a}}} є кутовий коефіцієнт січної, яка проходить через точки {\displaystyle (a,f(a))} та {\displaystyle (b,f(b))} кривої {\displaystyle y=\!f(x)}, {\displaystyle \!f'(c)} є кутовий коефіцієнт дотичної до кривої {\displaystyle y=\!f(x)}. Формула Лагранжа означає, що на кривій {\displaystyle y=\!f(x)} між точками {\displaystyle x=a} та {\displaystyle x=b} знайдеться точка {\displaystyle x=c} така, що дотична до кривої у цій точці буде паралельною січній.

## Механічне значення
Якщо розглянути функцію {\displaystyle f(x)} як функцію часу, тобто шлях тіла описується законом {\displaystyle s(t)=\!f(x)}, тоді різниця {\displaystyle f(b)-\!f(a)} є шлях, пройдений тілом, а різниця {\displaystyle b-\!a} є усім часом, який було витрачено на подолання шляху {\displaystyle f(b)-\!f(a)}. Отже, відношення всього шляху до часу, який витрачено на подолання цього часу є середня швидкість і визначається відношенням:
{\displaystyle {\frac {f(b)-f(a)}{b-a}}}.
Тобто з механічної точки зору формула Лагранжа визначає середню швидкість тіла.